# Kontinentální kongres
Kontinentální kongres (také Filadelfský kongres; Continental Congress, Philadelphia Congress) bylo shromáždění delegátů třinácti kolonií, které vystoupily proti britské nadvládě v americké revoluci, v červenci 1776 vyhlásily nezávislost na Velké Británii a zformovaly Spojené státy. Kontinentální kongres byl ustanoven celkem třikrát - v roce 1774 (První kontinentální kongres), v letech 1775–1781 (Druhý kontinentální kongres) a v letech 1781–1789 (Konfederační kongres).

## První kontinentální kongres (1774)

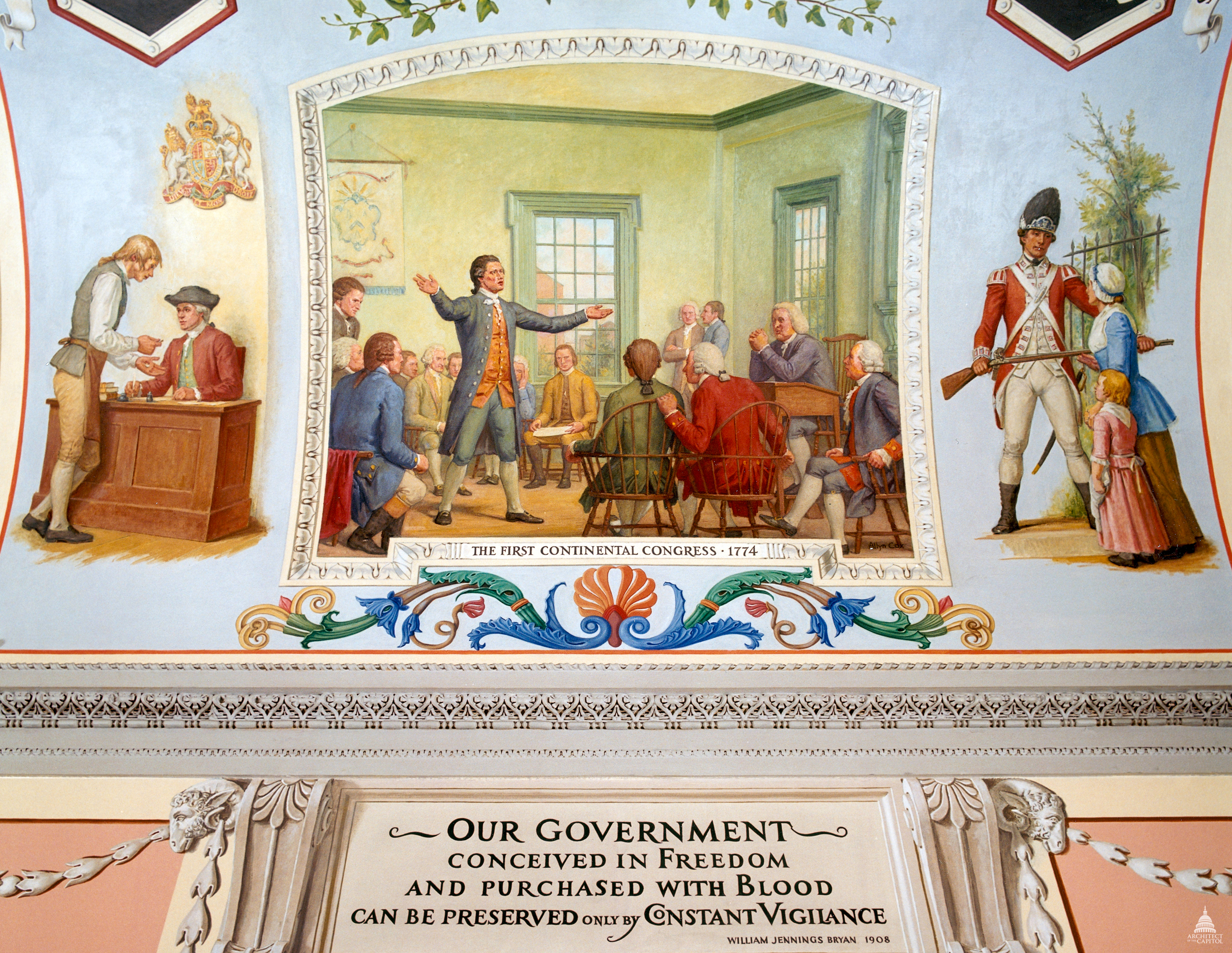
První kontinentální kongres (vlevo kolonista platí daně, vpravo britský voják brání matce s dítětem). Malba v centrální chodbě (angl. Great Experiment Hall) Kapitolu Spojených států.

První kontinentální kongres se sešel od 5. září do 26. října 1774 v budově Carpenters' Hall ve Filadelfii v kolonii Pensylvánie. Sestával z 56 delegátů z dvanácti severoamerických kolonií, neboť nejnovější a nejjižnější z kolonií, provincie Georgia, potřebovala ochranu britské armády před útoky indiánských kmenů. Prezidentem kongresu byl do 22. října delegát Virginie Peyton Randolph a od 22. do 26. října delegát Jižní Karolíny Henry Middleton, tajemníkem byl delegát Pensylvánie Charles Thomson.
Benjamin Franklin prosazoval myšlenku setkání zástupců kolonií, avšak nedokázal je přesvědčit, dokud Británie neuvalila blokádu na přístav v Bostonu jako odpověď na bostonské pití čaje. Většina delegátů nebyla připravena na vyhlášení nezávislosti od britské koruny, ale měli zájem na tom, aby král Jiří III. a britský parlament vystupoval férověji vůči jejich požadavkům.
Zástupci kolonií se v reakci na tzv. donucovací zákony (zákon o bostonském přístavu schválený 20. března 1774 a platný od 1. června 1774, zákon o vládě v provincii Massachusetts schválený 20. května 1774 a platný od 1. července 1774 a zákon o výkonu spravedlnosti v provincii Massachusetts platný od 20. května 1774) přijaté parlamentem v roce 1774 shodli na bojkotu Británie a odeslání petice králi. Kolonisté byli jednotní ve svém postupu při požadování odstranění křivd, ovšem rozcházeli se v názoru, zda má být konečným řešením usmíření s Velkou Británií nebo vyhlášení nezávislosti.
26. října 1774 Kongres ukončil své zasedání. Podařilo se mu zkoordinovat kolonie v bojkotu britského zboží (od 1. prosince 1774), což vedlo k poklesu importu z Británie o 97% v roce 1775 oproti roku 1774. Delegáti se dohodli na opětovném svolání kongresu na 10. května 1775, pokud parlament nepřistoupí na nápravu jejich stížnosti.

## Druhý kontinentální kongres (1775–1781)
Druhý kontinentální kongres zasedal od 10. května 1775 ve Filadelfii. 4. července 1776 přijal Deklaraci nezávislosti Spojených států. De facto šlo o první federální vládu Spojených států, protože Kongres zajišťoval vedení války a uzavíral mezinárodní smlouvy. Byl ukončen 1. března 1781.
Zatímco Boston byl stále v obležení, kontinentální kongres hledal možnosti, jak se pokusit válku ještě zastavit. Byly vydány dva dokumenty – Petice olivové ratolesti a Prohlášení o příčinách a nutnosti sáhnout ke zbraním. Petice olivové ratolesti směrovaná Jiřímu III., měla krále oblomit, aby od války přece jen ustoupil. Prohlášení o příčinách a nutnosti sáhnout ke zbraním vysvětlovalo postoj Američanů k válečné situaci. Vysvětlovalo, že netrvají na nezávislosti, ale raději budou bojovat o svá práva, než aby byli otroky Anglie. Dokumenty se setkaly s negativní reakcí krále, který označil kolonisty za nepřátele. Konflikty se rozšiřovaly dále po kontinentu a kongres, plnící teď funkci vlády, zřídil, kromě jiného, i válečné loďstvo a vojenské námořnictvo.
Vydání pamfletu Thomase Paina Zdravý rozum změnilo myšlení a celkový pohled na situaci. Označil v něm krále Jiřího III. za viníka stavu v koloniích a nabádal kolonie k osamostatnění. Rozhodující krok však pocházel z Virginie, kdy Richard Henry Lee navrhl Kongresu, aby kolonie byly prohlášeny za svobodné a nezávislé státy. Dne 4. července 1776 byla přijata Deklarace nezávislosti Thomase Jeffersona, v té době člena Druhého kontinentálního kongresu. Deklarace nezávislosti se stala jedním z nejznámějších děl 18. století i přesto, že svým obsahem nebyla nijak výjimečná – podobné myšlenky již byly vyjádřeny dříve od anglického filozofa Johna Locka a v dílech dalších osvícenských filozofů. Ale až její sepsání se stalo podnětem, který vedl ke konkrétním politickým krokům. Deklarace byla rozdělena na 3 části. V první části je Jeffersonovo shrnutí, z jakých důvodů vlastně k revoluci došlo: ,,Pokládáme za samozřejmé, že všichni lidé jsou stvořeni sobě rovni, že je Stvořitel obdařil určitými nezcizitelnými právy, že mezi tato práva nálež život, svoboda a sledování osobního štěstí.“  Cílem vlády je tato práva chránit, a pokud by byly zájmy vlády v rozporu se zájmy lidu, má lid právo vládu svrhnout a nastolit novou. Druhá, nejdelší, část Deklarace popisuje, že právě taková situace nastala, popisuje krok od kroku a obviňuje anglického krále jako viníka celé události.
,,Odmítal schválit zákony nejprospěšnější a nejnutnější pro obecné blaho. Zakazoval svým guvernérům schválit zákony neodkladného a naléhavého významu, nebo když bylo jejich provádění pozastaveno, pokud nebude získán jeho souhlas, úplně opomíjel se jim věnovat. Odmítl schválit jiné zákony pro zaopatření velkých lidmi obývaných oblastí, pokud by se tito lidé nevzdali práva na zastoupení v zákonodárných sborech, což je právo pro lid neocenitelné  nebezpečné jenom pro tyrany. Svolával zákonodárná tělesa na neobvyklých, nepohodlných místech, vzdálených od veřejných archivů, jenom proto, aby je unavil a učinil povolnými ke svým opatřením. Opětovně rozpouštěl zákonodárné sbory, protože se mužně a pevně stavěly proti jeho zásahům do práv lidu. Po takových rozpouštěních odmítal po dlouhou dobu povolit, aby byly zvoleny jiné a aby se tak zákonodárná moc, již nelze zničit, vrátila k lidu a mohla být jím svobodně vykonávána, Stát zůstával mezitím vystaven nebezpečím zásahů zvenčí a zvratů zevnitř.“
Třetí část formálně vyzdvihuje Spojené státy jako samostatnou zemi s právem uzavírat jakákoliv spojenectví.
,,Proto my, představitelé Spojených států amerických, shromáždění ve Všeobecném Kongresu, dovolávajíce se u nejvyššího soudce světa správnosti svých úmyslů, jménem a z moci dobrého lidu těchto kolonií, slavnostně zveřejňujeme a prohlašujeme, že tyto kolonie jsou a po právu mají býti svobodnými a nezávislými státy, že jsou zproštěny veškeré poddanosti britské koruně, a že veškeré politický svazky mezi nimi a státem Velké Británie jsou a mají býti úplně rozvázány. A že jako svobodné a nezávislé státy mají plnou moc vypovídat válku, uzavírat mír, sjednávat spojenectví, zřizovat obchod a provádět všechny ostatní úkony a věci, jež nezávislé státy mohou po právu činit. A na podporu tohoto prohlášení, pevně spoléhajíce na ochranu božské prozřetelnosti, navzájem a jeden druhému zaručujeme své životy, své statky a svou nedotknutelnou čest.“
Tímto však klid ve Spojených státech amerických nenastal, válka pokračovala. Anglie se nehodlala vzdát, chtěla získat kolonie zpět a potlačit tak povstání.

## Konfederační kongres (1781–1789)
Konfederační kongres zasedal od 1. března 1781 a byl ukončen 4. března 1789. 17. září 1787 předložil finální návrh Ústavy Spojených států, kterou v průběhu příštích let ratifikovaly jednotlivé státy. Jako poslední z původních 13 států tak učinil Rhode Island (29. květen 1790).